# Pedro Mari Zabalza
Pedro María Zabalza Inda (Pamplona, Navarra, 13 de abril de 1944) es un exjugador y exentrenador de fútbol.

## Trayectoria
Inició su carrera futbolística como jugador en el Oberena de su Pamplona natal. En 1964 se incorporó al Club Atlético Osasuna. Tras tres exitosos años, el Fútbol Club Barcelona fichó al jugador, pagando 4 millones de pesetas y tres jugadores, dos de ellos en propiedad. Entre 1968 y 1969 jugó siete partidos con la selección española. En el club catalán logró dos títulos de Copa.
En 1973 fichó por el Athletic Club. El presidente del club bilbaíno, José Antonio Egidazu, llevó a cabo la denominada Operación Retorno, en la que el club vasco fichó a varios de los mejores jugadores que se encontraban jugando fuera del País Vasco o Navarra. En el equipo bilbaíno permaneció tres temporadas, en las que logró dos goles en sesenta y seis partidos.
En 1977 se retiró tras una temporada jugando en el Osasuna, que se encontraba en Tercera División.
En 1986 inició su etapa como entrenador del CA Osasuna. Con el equipo rojillo alcanzó alguna de las mejores clasificaciones históricas del club como un quinto puesto (1987-88) y un cuarto puesto (1990-91). Durante la temporada 1993-94 fue cesado de su cargo por malos resultados. Tras una breve etapa de siete partidos en el Rayo Vallecano, dirigió a Osasuna tras el cese de Rafa Benítez en la temporada 1996-97.

### Trayectoria como jugador
- Gure Txokoa
- Oberena (1963-1964)
- Club Atlético Osasuna (1964-1967)
- Fútbol Club Barcelona (1967-1973)
- Athletic Club (1973-1976)
- Club Atlético Osasuna (1976-1977)

### Trayectoria como entrenador
- Osasuna (1986-1994)
- Rayo Vallecano (1995)
- Osasuna (1996-1997)

## Palmarés
- Copa del Generalísimo (1968 y 1971).